# جيف غراو
جيف غراو (بالإنجليزية: Jeff Grau)‏ هو لاعب كرة قدم أمريكية أمريكي، ولد في 16 ديسمبر 1979 في إنغليووود في الولايات المتحدة.

## وصلات خارجية
- جيف غراو على موقع مرجع كرة القدم المحترفة.كوم (الإنجليزية)